# Јулијус Раб
Јулиус Раб (Санкт Пелтен, 29. новембар 1891 — Беч, 8. јануар 1964) је био аустријски политичар и канцелар од 1953–1961. Био је члан аустријске народне партије.

## Биографија

### Студије и Први светски рат
Након што је матурирао из гимназије, студирао је на техничком факултету у Бечу. Учио је за инжењера, али се углавном памти по томе што је био добар економиста.У Првом светском рату је био војни инжењер. 1918. је као поручник водио своју чету после Битке на Пијави назад у домовину. Касније је рекао да за то није добио наређење, већ су људи добровољно ишли с њим.

### Међуратни период и Други светски рат
Раб је од 1927. до 1933. био предстравник Националног већа Аустрије. У Шушниговој влади био је задњи секретар за трговину пре Другог светског рата. Био је јеан од водећих чалнова Хеимвера. Такође је открио и свој антисемитизам када је вођу аустријских социјалиста Ото Бауера у скупштини назвао „дрском јеврејском свињом“.
Под нацистичком владавином убрајао се у „војно-недостојне“, а избегао је смрт и заробњеништво захваљујући личном познанству са доњоаустријским гаулајтером. У Бечу је основао грађевинску фирму у којој је запошљавао, смештао и склањао бројне пријатеље. Код њега је и Леополд Фигл такође налазио склониште повремено.

### Политички развој после рата
Раб је био оснивач савезне коморе комерцијалне привреде, којој је председавао од 1947. 1945. је учествовао у стварању аустријске народне странке. Његова апелација да буде савезни канцелар у првој послератној влади Аустрије је одбијена од стране савезника због његове „фашистичке прошлости“ због чланства у Хеимверу. Од 1946. до 1953. и од 1961. до 1964. био је председник савезне привредне коморе.
На место канцелара је дошао 2. априла 1953. и остао је на том место током четири владе, све до 11. априла 1961. У исто време је био и народни посланик своје партије.
Током периода које је провео на месту канцелара, Аустрија је имала велике економске напредке вредних пажње. Курс је стабилизован, постигнута је и велика запосленост, а Аустрија се била учланила и у ЕФТА-у. Био је на челу коалиционе владе са социјалдемократском партијом Аустрије. 1957. је доживео мождани удар од којег се никада није у потпуности опоравио, иако он то није хтео да призна.
Раб је био канцелар и када је потписан аустријски државни уговор 15. маја 1955. којим се завршава савезничка окупација Аустрије и враћа се апсолутни суверенитет Аустрији. На председничким изборима 1963., Раб је изгубио од Адолфа Шерфа. Убрзо после тога Раб је умро. Сахрањен је на централном гробљу у Бечу.